# Slips
Slips ist ein Musikalbum von Gerry Hemingway, Barre Phillips und Michael Moore. Die am 9. März 2019 live im Veranstaltungsort Splendor in Amsterdam entstandenen Aufnahmen erschienen im Dezember 2019 auf Moores Label Ramboy.

## Hintergrund
Slips wurde von drei amerikanischen Jazzmusikern aufgenommen, die zum Improvisieren zusammenkamen: Michael Moore (Altsaxophon, Klarinette, Bassklarinette, Bird Whistles), Barre Phillips (Bass) und Gerry Hemingway (Schlagzeug, Percussion). Die Grundlagen des Avantgarde-Jazz, gemischt mit Post Bop und anderen zeitgenössischen Jazzstilen, sowie klanglichen Experimenten und erweiterten Spieltechniken, bilden die wesentliche stilistische und instrumentale Grundlage ihrer Kompositionen.

## Titelliste
- Gerry Hemingway, Barre Phillips & Michael Moore – Slips (Ramboy Recordings Ramboy #36)[1]

1. Slaps 23:13
2. Slips 12:39
3. Sniffs 9:44
4. Slides 14:26

## Rezeption
Die Musiker würden sich nicht scheuen, sich auf experimentierfreudige und ausdrucksstarke Improvisationen einzulassen, radikale Entscheidungen zu integrieren oder sofort in verstörende und strahlende Energiestöße auszubrechen, hieß es in Avant Scena. Die drei großen Improvisatoren des amerikanischen Avantgarde-Jazz seien auch die zentralen Figuren der internationalen Avantgarde- und Experimental-Jazz-Szene. Ihr Einfallsreichtum, ihre großartige Virtuosität, ihr charmanter und bezaubernder Spielstil, ihre ausdrucksstarke Spielweise, ihre Kreativität und ihr modernes Konzept würden für einen originellen, hellen und erstaunlichen Klang sorgen.